# Parachirida
Parachirida là một chi bọ cánh cứng trong họ Chrysomelidae.
Chi này được miêu tả khoa học năm 1952 bởi Hincks.

## Các loài
Chi này gồm các loài:
- Parachirida semiannulata (Boheman, 1855)